# Opel Monza
Opel Monza – samochód osobowy klasy średniej-wyższej o nadwoziu coupé produkowany przez amerykański koncern motoryzacyjny General Motors pod niemiecką marką Opel w latach 1978–1986.
Nazwa „Monza” wywodzi się od zbudowanego w 1922 roku legendarnego, włoskiego toru wyścigowego Autodromo Nazionale di Monza.

## Historia i opis modelu

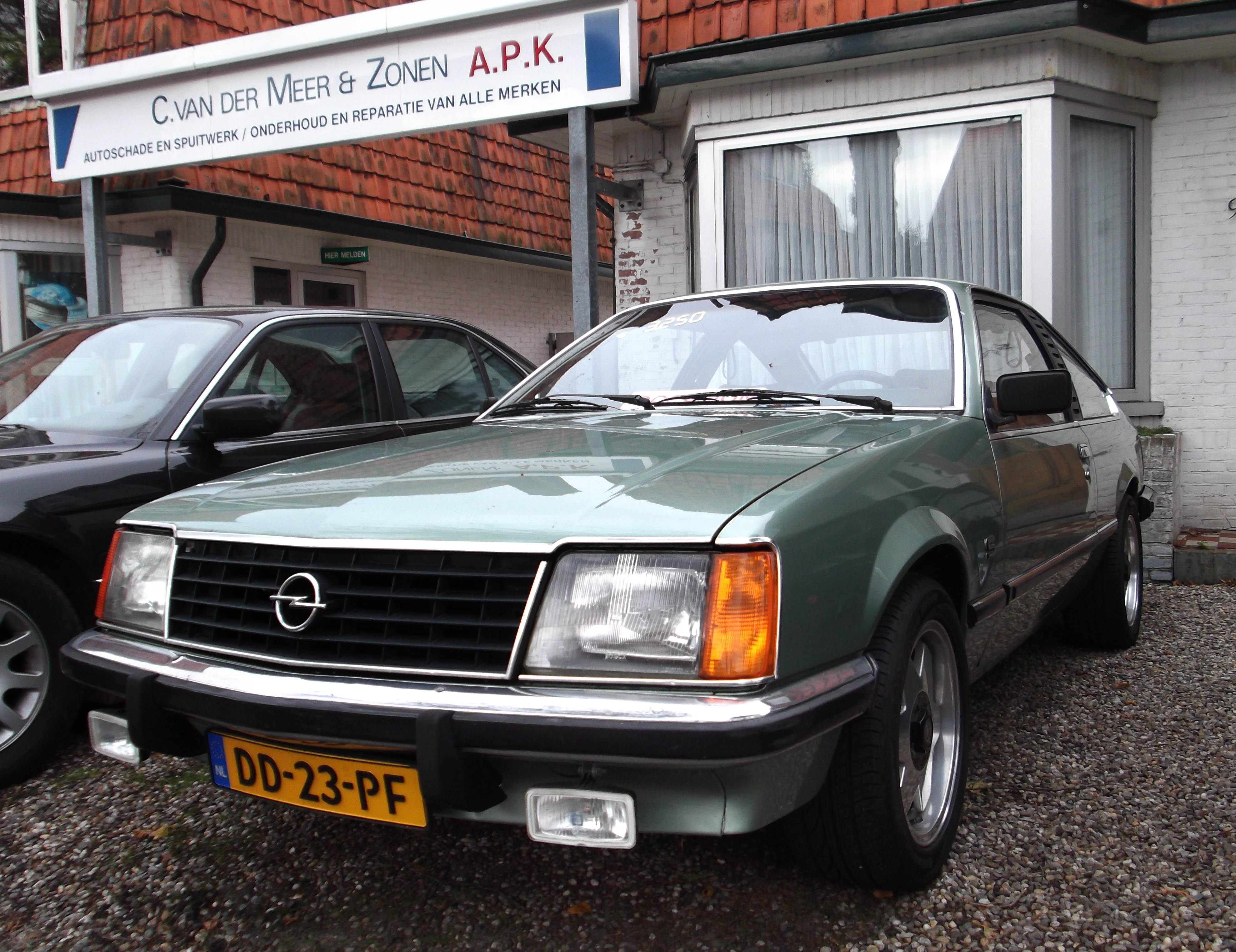
Opel Monza A1

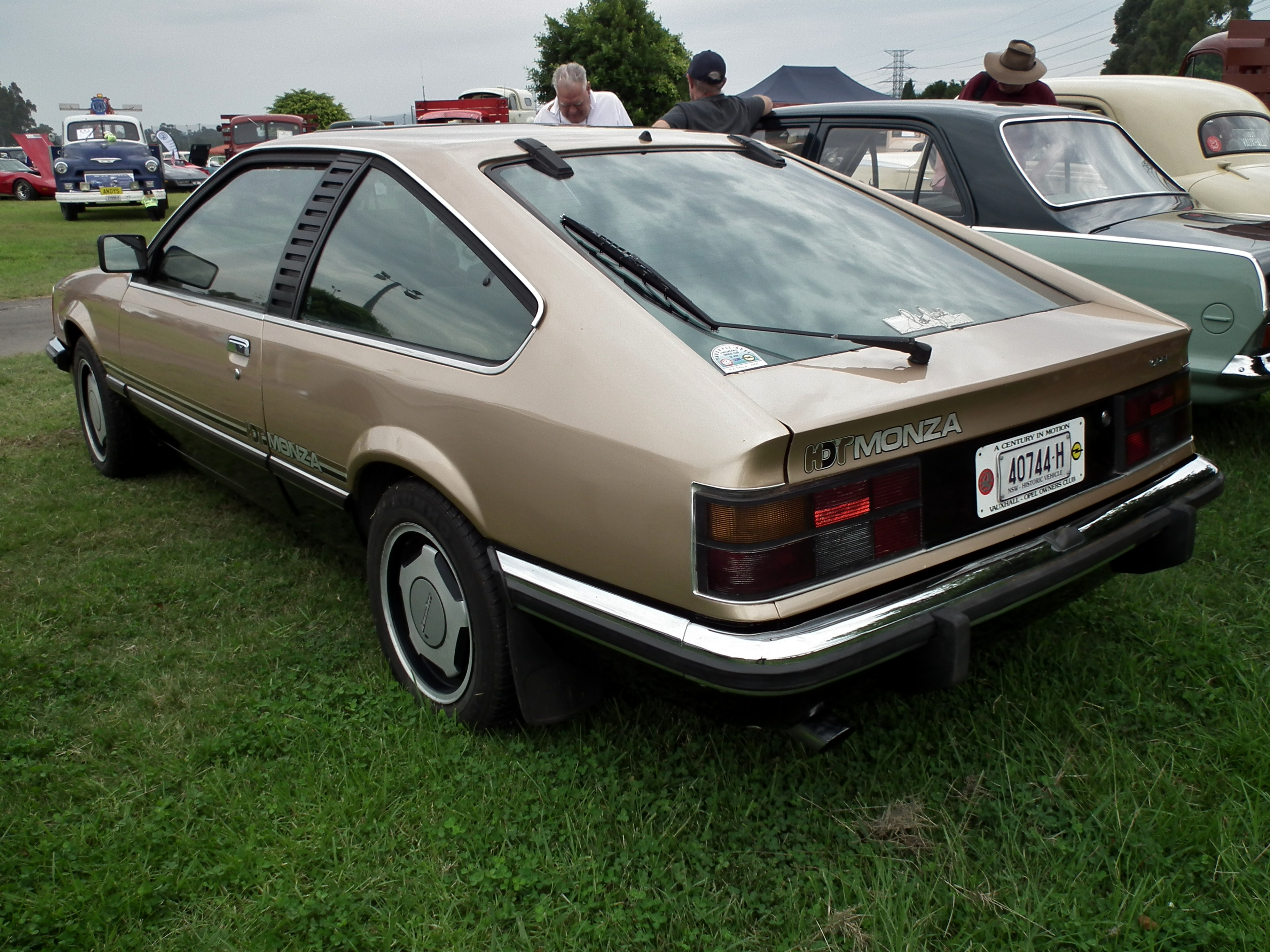
Opel Monza A1 – tył

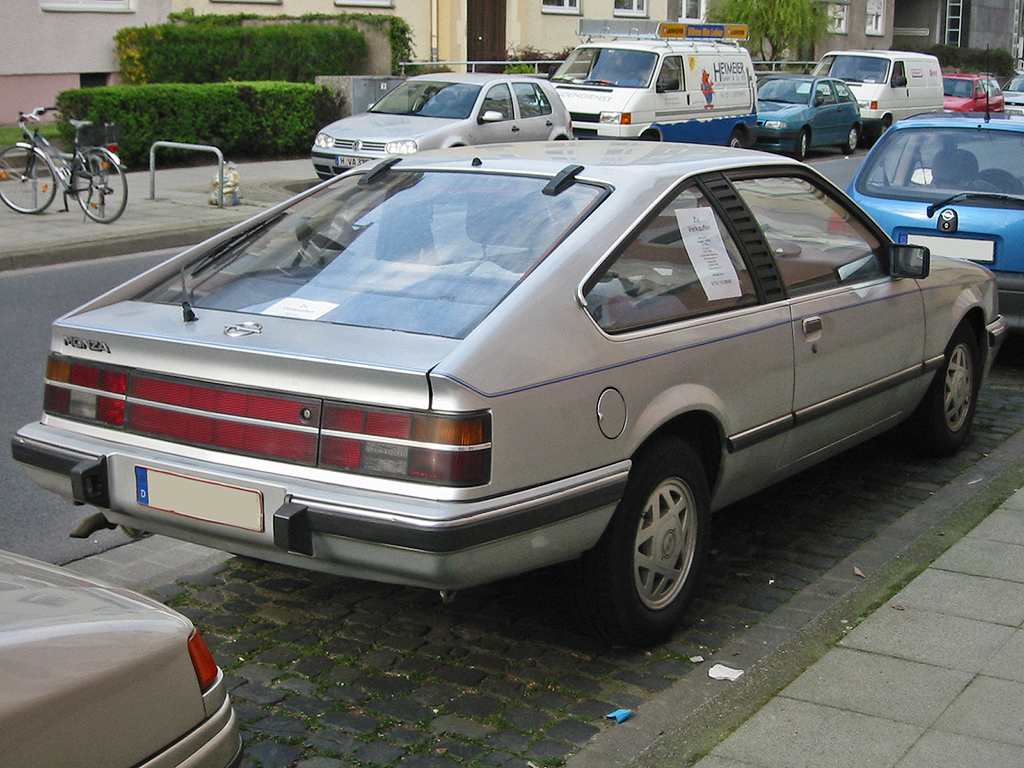
Opel Monza A2 – tył

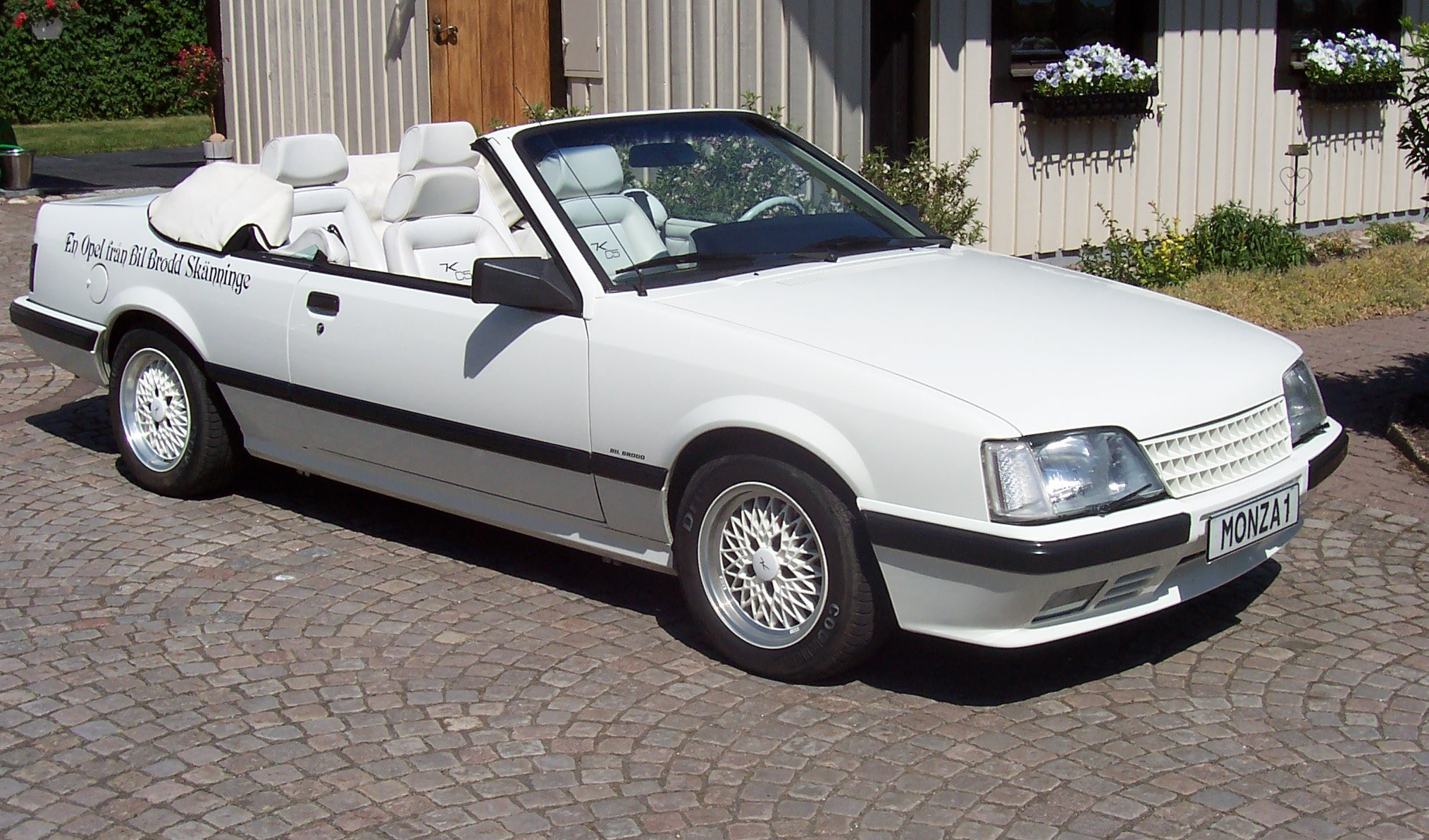
Autorska wersja kabriolet stworzona przez niemiecką firmę Keinath

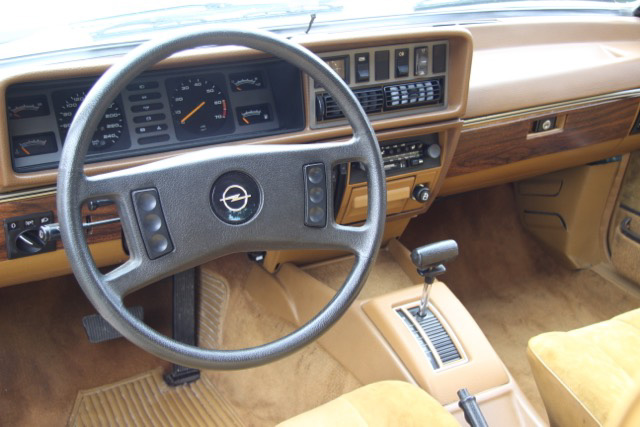
Opel Monza A1 – wnętrze

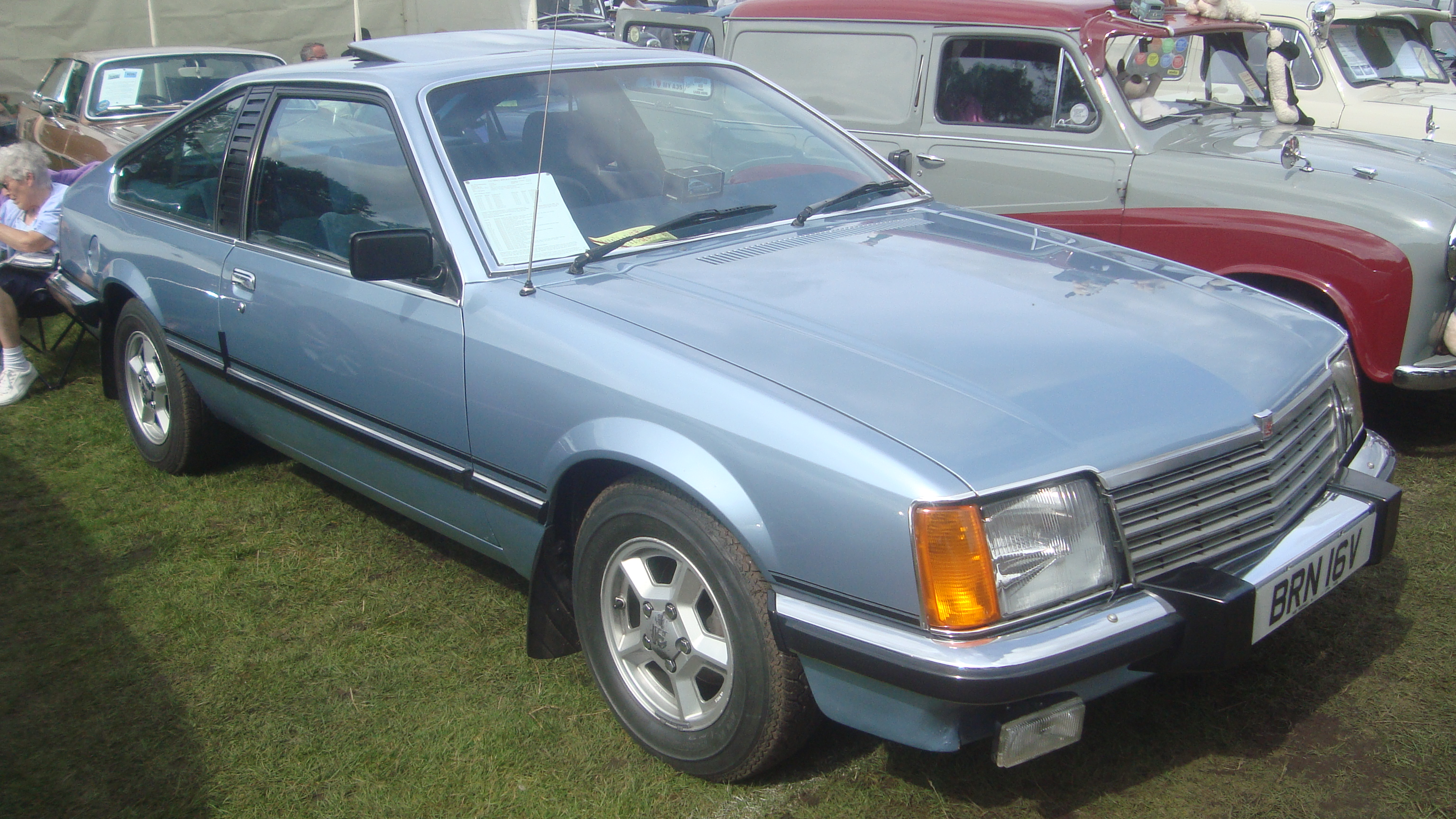
Vauxhall Royale Coupé

Samochód został po raz pierwszy oficjalnie zaprezentowany podczas targów motoryzacyjnych we Frankfurcie nad Menem w 1977 roku. Auto zbudowane zostało jako sportowa wersja modelu Senator A na bazie tej samej płyty podłogowej oraz jako bezpośredni następca modelu Commodore coupé. Podstawową jednostką był sześciocylindrowy silnik benzynowy 2.8, zasilany gaźnikiem, generował moc 140 KM. Oferowano też większy silnik – o pojemności trzech litrów, w dwóch wariantach mocy: 150 KM i 180 KM. W 1981 roku jednostka 2.8S została zastąpiona przez 2.5E zasilaną wtryskiem paliwa, o mocy 136 KM.
W 1982 roku auto przeszło kosmetyczną modernizacją. M.in. chromowane elementy zostały zastąpione plastikowymi, a przednie kierunkowskazy zyskały biały klosz. Z tyłu pojazdu zastosowano spojler, a do listy wyposażenia standardowego dodano 14 lub 15-calowe alufelgi. Zmieniona została deska rozdzielcza pojazdu, a do listy wyposażenia dodatkowego dodano m.in. elektryczne sterowanie lusterek. W modelu GS zastosowane zostały cyfrowe wskaźniki deski rozdzielczej. Za podstawowe źródło napędu odpowiadał czterocylindrowy silnik 2.0E o mocy 115 KM, który w 1984 roku zastąpiono jednostką 2.2i o tej samej mocy. W 1984 roku podniesiono też moc silnika 2.5E do 140 KM. W przedostatnim roku produkcji wprowadzono wersję 3.0i z katalizatorem, która generowała 156 KM.
W 1983 roku zaprezentowano usportowioną wersję GSE, która wyróżniała się zblokowanym w 40% mechanizmem różnicowym, zegarami w formie wyświetlaczy LCD oraz sportowymi fotelami firmy Recaro.
Zbudowana została także specjalna wersja pojazdu o nadwoziu kabriolet, która powstała w liczbie 144 egzemplarzy. W 1986 roku zakończono produkcję pojazdu, po wyprodukowaniu około 46 tysięcy egzemplarzy.

### Wyposażenie
- E – powstała w liczbie 971 egzemplarzy[6]
- S
- GSE

Standardowe wyposażenie pojazdu obejmowało m.in. wspomaganie kierownicy, regulację na wysokość fotela kierowcy oraz welurową tapicerkę. Dodatkowo auto mogło być wyposażone w chromowane elementy nadwozia, wycieraczki przednich reflektorów, a także światła przeciwmgłowe oraz podgrzewane przednie siedzenia, komputer pokładowy, elektryczne sterowanie szyb, dwustrefową klimatyzację oraz skórzaną tapicerkę. Wersję po liftingu można było także wyposażyć m.in. w elektryczne sterowanie lusterek, elektrycznie sterowany szyberdach oraz wielofunkcyjny komputer pokładowy.

## Dane techniczne

### Silnik (3,0 l GSE)
- R6 3,0 l (2969 cm³), 2 zawory na cylinder, OHV
- Średnica × skok tłoka: 95,00 mm × 69,80 mm
- Stopień sprężania: 9,4:1
- Moc maksymalna: 180 KM (133 kW) przy 5800 obr./min
- Maksymalny moment obrotowy: 248 N•m przy 4200 obr./min

### Osiągi
- Przyspieszenie 0-100 km/h: 9 s
- Prędkość maksymalna: 215 km/h[7]